# Donald Michie
Donald Michie (Rangoun, 11 novembre 1923 – 7 juillet 2007,,) est un chercheur britannique en intelligence artificielle.

## Biographie

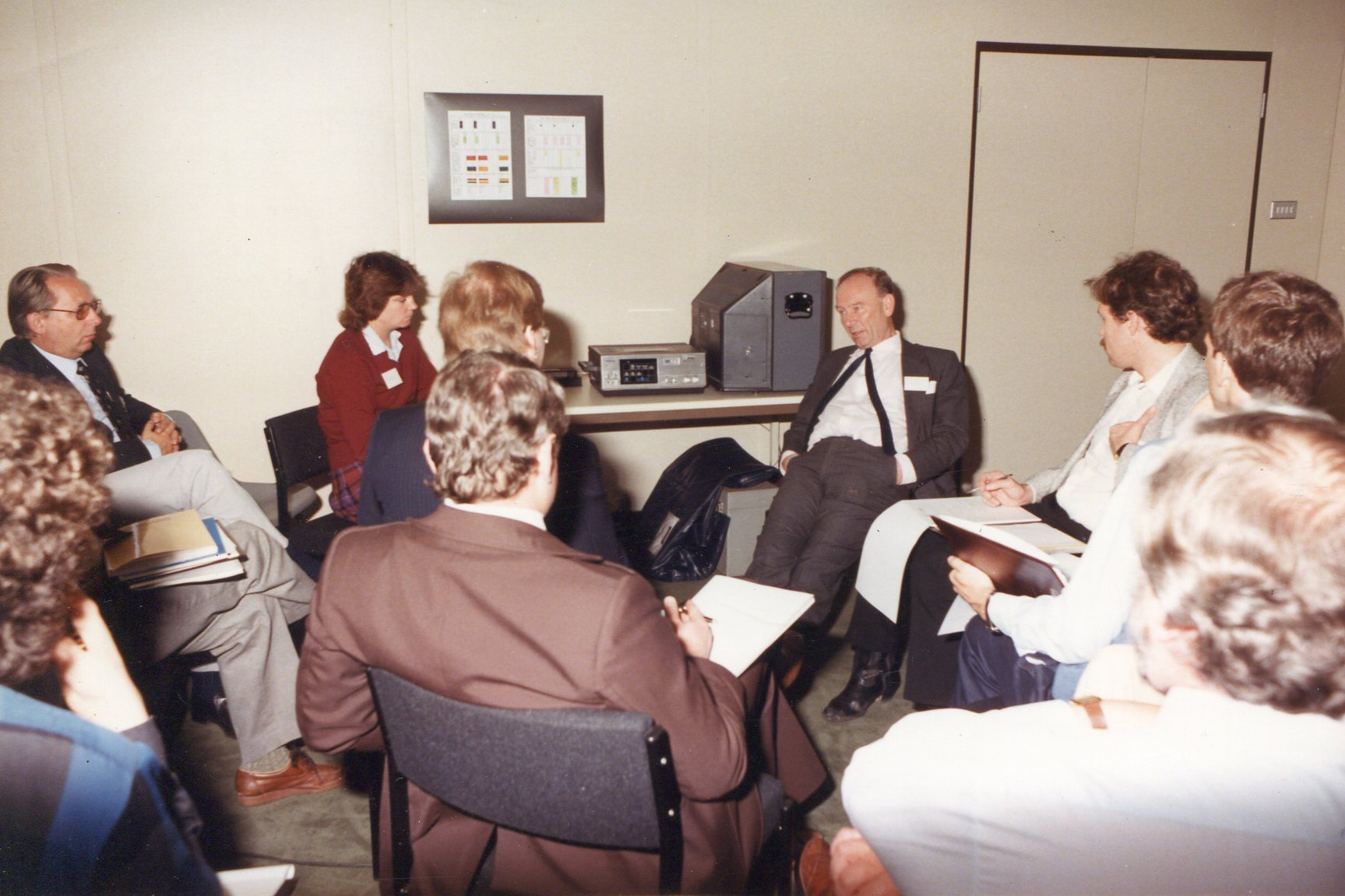
Donald Michie à l' en 1986.